# حريمة (القفر)

تعديل مصدري - تعديل

حريمة محلة تابعة لقرية مدحج السافل، التابعة لعزلة مدحجين بمديرية القفر إحدى مديريات محافظة إب في الجمهورية اليمنية، بلغ تعداد سكانها 20 حسب تعداد اليمن لعام 2004.